# Ecobat
 (janvier 2021).
Eco-Bat Technologies Ltd est une multinationale créée à la fin du XXe siècle, propriété de l'Américain Quexco et qui se présente en 2011 comme leader mondial pour le plomb de « seconde fusion » (recyclé) et le premier groupe à être opérationnel pour le recyclage en boucle fermée du plomb (pour les batteries plomb-acide).
Selon le site internet de l'entreprise, 80 % du plomb qu'elle vend est issu du recyclage, et produit dans 17 usines principalement basées en Autriche, France, Allemagne, Italie, Afrique du Sud, Royaume-Uni et aux États-Unis. Sa capacité de production serait de 700 000 tonnes par an dans le monde, dont 90 000 tonnes par an en France.

## Boucle du recyclage
Elle commence et se termine avec des entreprises spécialisées (membres du groupe ECOBAT) chargées de collecter et transporter les batteries et autres accumulateurs au plomb vers les usines métallurgiques qui vont le refondre pour produire du plomb pur (80 % de la production en 1992) ou divers alliages.

## En France
Selon le groupe, 200 000 t de batteries sont récupérées chaque année en France pour être recyclées, dont environ 90 000 tonnes par an par la Société de traitement chimique des métaux (STCM), l'une des filiales française du groupe ECOBAT France, qui possède deux usines dans le Centre et le Sud-Ouest de la France.

## Produits
Outre du plomb pur sous diverses formes, le groupe produit :
- des alliages plomb bismuth[3]
- plomb mou (doux) et superdoux (SuperSoft)[3]
- des alliages plomb-calcium, plomb-argent, plomb-étain[2], plomb-sélénium et des alliages baryum/strontium[3]

Les résidus issus du recyclage (acide sulfurique issu des batteries, polypropylène, sulfate de sodium, zinc, aluminium, minéraux industriels, et autres matières plastiques et polyfoams) sont vendus comme nouvelles matières premières.